# Antechinus agilis
Antechinus agilis là một loài động vật có vú trong họ Dasyuridae, bộ Dasyuromorphia. Loài này được Dickman, Parnaby, Crowther & King miêu tả năm 1998.

## Hình ảnh

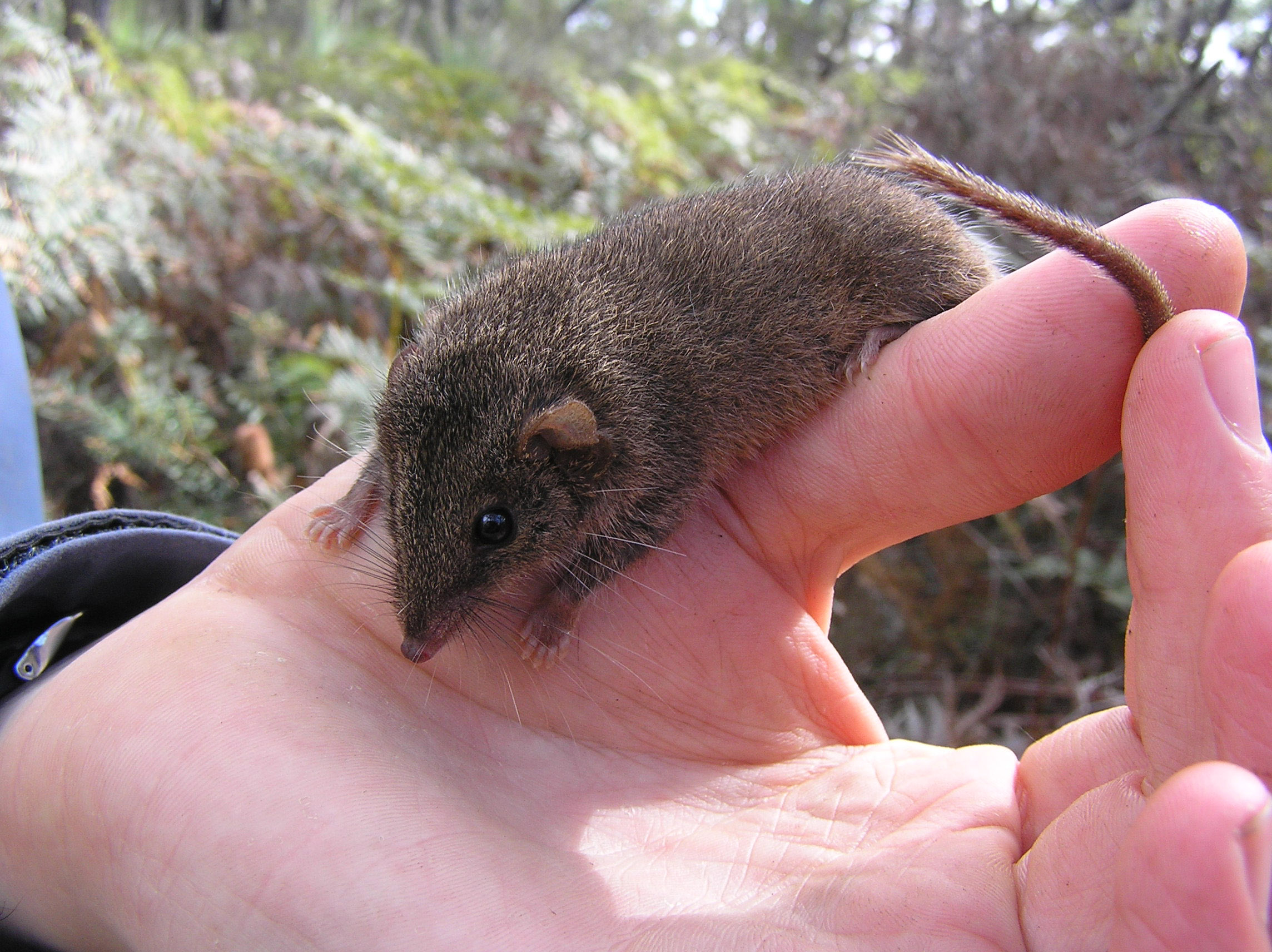
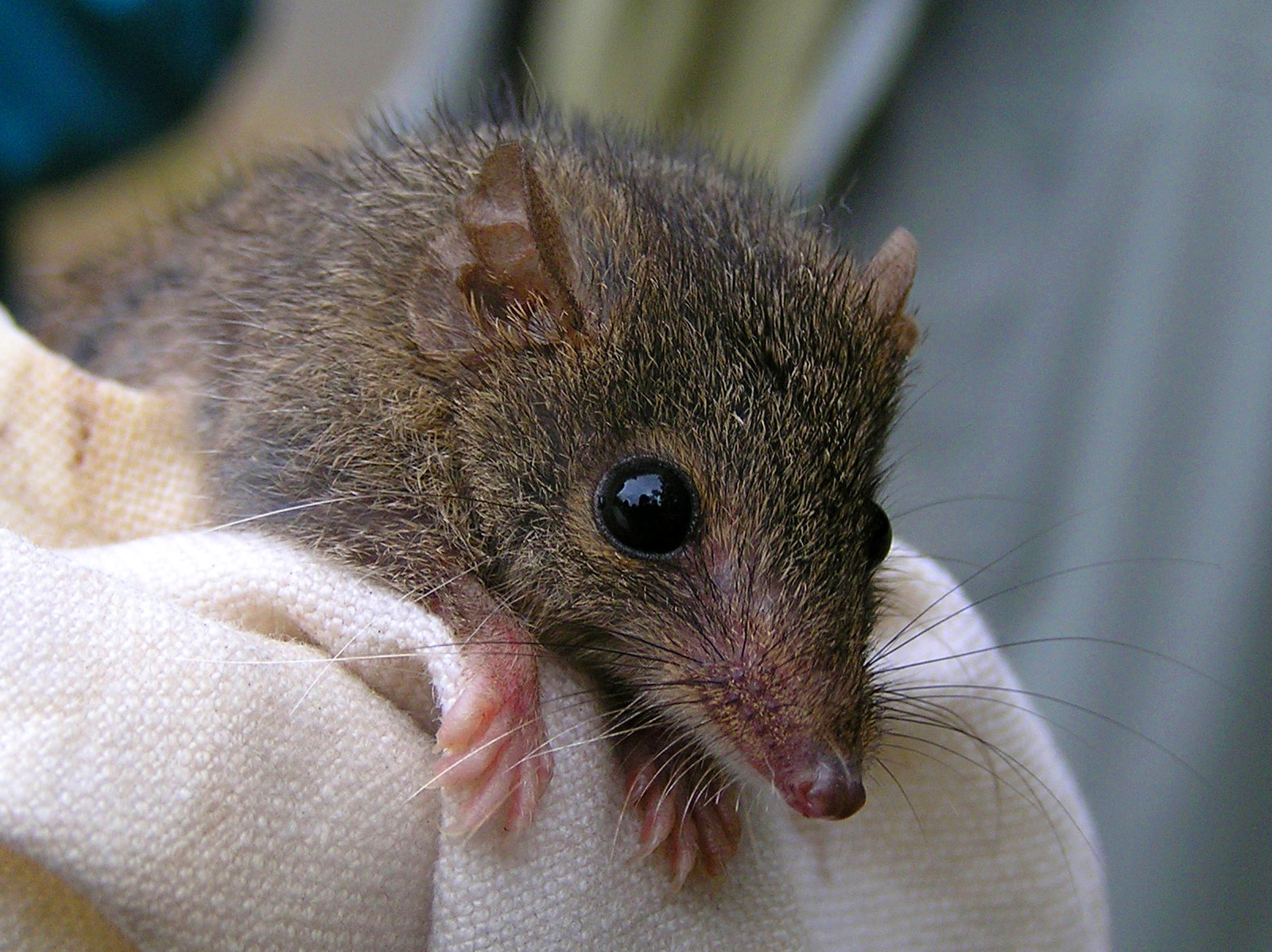
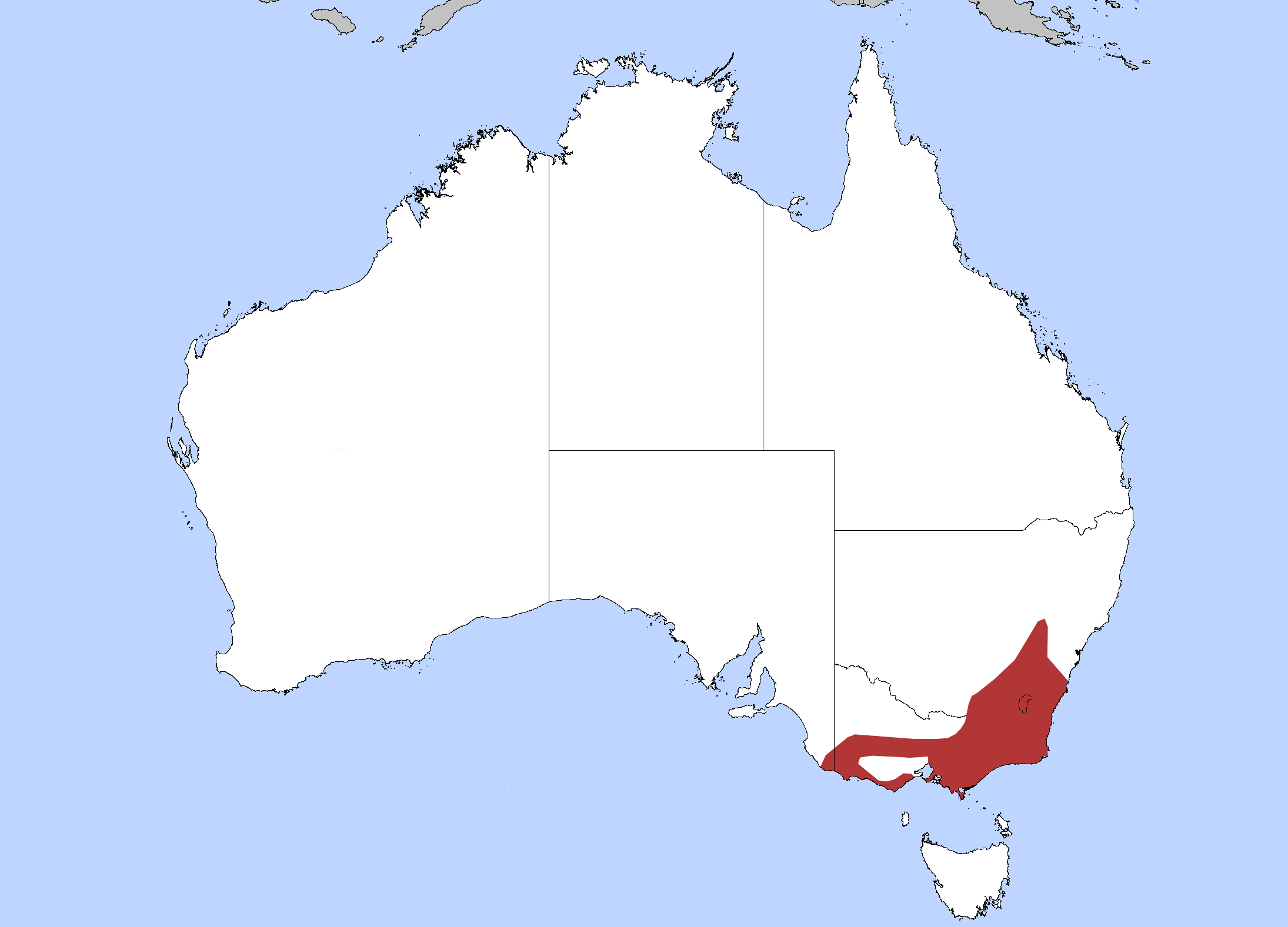